# Никандрова, Ксения Владимировна
Ксения Владимировна Никандрова (Пышкина) (27 января 1987, Ленинград, РСФСР, СССР) — российская и казахстанская гандболистка, центральный.

## Биография
Родилась 27 января 1987 года в Ленинграде.
Воспитанница пикалёвской ДЮСШ, где её первым тренером стала Надежда Ерофеева. В 2000 году в составе команды спортшколы стала лучшим бомбардиром международных юношеских игр стран Балтии, СНГ и регионов России. В 2001 году продолжила спортивное образование в московском училище олимпийского резерва № 1.
Выступала за московский «Луч», казахстанский «Сейхун-КамКГУ» из Кызылорды.
В 2008 году вошла в состав женской сборной Казахстана по гандболу на летних Олимпийских играх в Пекине, которая заняла 10-е место. Играла на позиции центрального, провела 5 матчей, забила 3 мяча в ворота сборной Норвегии.
В 2010 году окончила Московский гуманитарный университет.
Мастер спорта России.

## Семья
Замужем за гандболистом сборной России Александром Пышкиным (род. 1987), бывшим игроком петербургской «Невы», выступающим в австрийском «Тироле». Есть дочь.